# Ветвеник
Ветвеник — деревня в Юшкинской волости Гдовского района Псковской области.
Расположена на берегу Чудского озера. В селе есть магазин гдовского райпо.
В Ветвенике находится церковь во имя святых первоверховных апостолов Петра и Павла.
Численность населения деревни составляет на 2000 год 83 человека.

## История
Впервые упоминается в писцовой книге 7093—7095 (1585—1587) годов письма Григория Ивановича Мещанинова-Морозова и Ивана Васильевича Дровнина как центр Ветвеницкой губы Гдовского уезда. Судя по сохранившемуся краткому описанию Ветвеницкой губы, на Погосте на Ветвенике в то время уже находилась церковь Петра и Павла.

«Губа Ветвеницкая, а в ней деревни и пустоши монастырские и церковные розных монастырей и церквей.

Рожества Пречистые Снетогорского монастыря: Погост на Ветвенике, да 8 деревень, да 5 деревень пусты, да 4 пустоши, да пустошь в пашню припущена, сошного писма в живущем пол пол пол чети сохи и 3 чети без полуосмины пашни, а в пусте пол сохи и пол пол пол чети сохи.

Иванского девичья монастыря из Завеличья: дрв. на ручью пуста, в пусте 10 чети перелогу.

Николского монастыря, что во Гдове на посаде, да Петра и Павла, что в Руднице на погосте, да Петра и Павла, что в Кунести, да Петра ж и Павла, что в Ветвеницкой губе на погосте: пус. Заболотье, в пусте 10 чети перелогу.

Николского ж монастыря, что во Гдове, да Петра и Павла, что в Руднице, да Петра же святого, что в Кунести, да Петра святого, что на Ветвенике: пус. Дорошейки, всего 2 пустоши, сошного писма в пусте пол пол пол чети сохи и 5 чети без полуосмины перелогу.

Николского ж монастыря: четверть пустоши Городища, а 3 четверти в дворце, монастырские земли 3 чети перелогу.

Петра и Павла, что на Ветвенике: четверть пустоши Подберезья, всего в четырех пустошах по четверти, а 3 жеребья тех пустошей в дворце царевны, в пусте 11 четвертей с полуосминою перелогу.

Николская дрв. Незнано Поле, в пусте 14 чети.»— [РГАДА, Ф.1209, Оп. 1, № 355, лл. 536об.-537об.]; опубликовано: Псков и его пригороды. Кн. 1. // Сборник Московского архива министерства юстиции. Т.5. М., 1913. С. 248. Текст приведён по редакции данного издания.
В 1792 году в Ветвенике взамен старой обветшавшей церкви была построена новая деревянная во имя Петра и Павла. 16 июня 1848 года она сгорела. Вместо неё построили временный деревянный храм, который простоял достаточно долго, был обновлён и заново освящён 22 июня 1860 года. Каменная Петропавловская церковь, существующая в настоящее время, была отстроена в Ветвенике в 1903—1907 годах по проекту архитектора Н. Н. Никонова.
В деревне расположена церковно-приходская школа-интернат, обучающая по общеобразовательной программе с 1 по 6 класс. В прошлом школа принадлежала муниципалитету и подлежала расформированию по недостатку учащихся, но в 2000-м году благотворитель выделил 5,5 млн рублей на реконструкцию учебного заведения с условием передачи школы церковному приходу.

## Фотогалерея

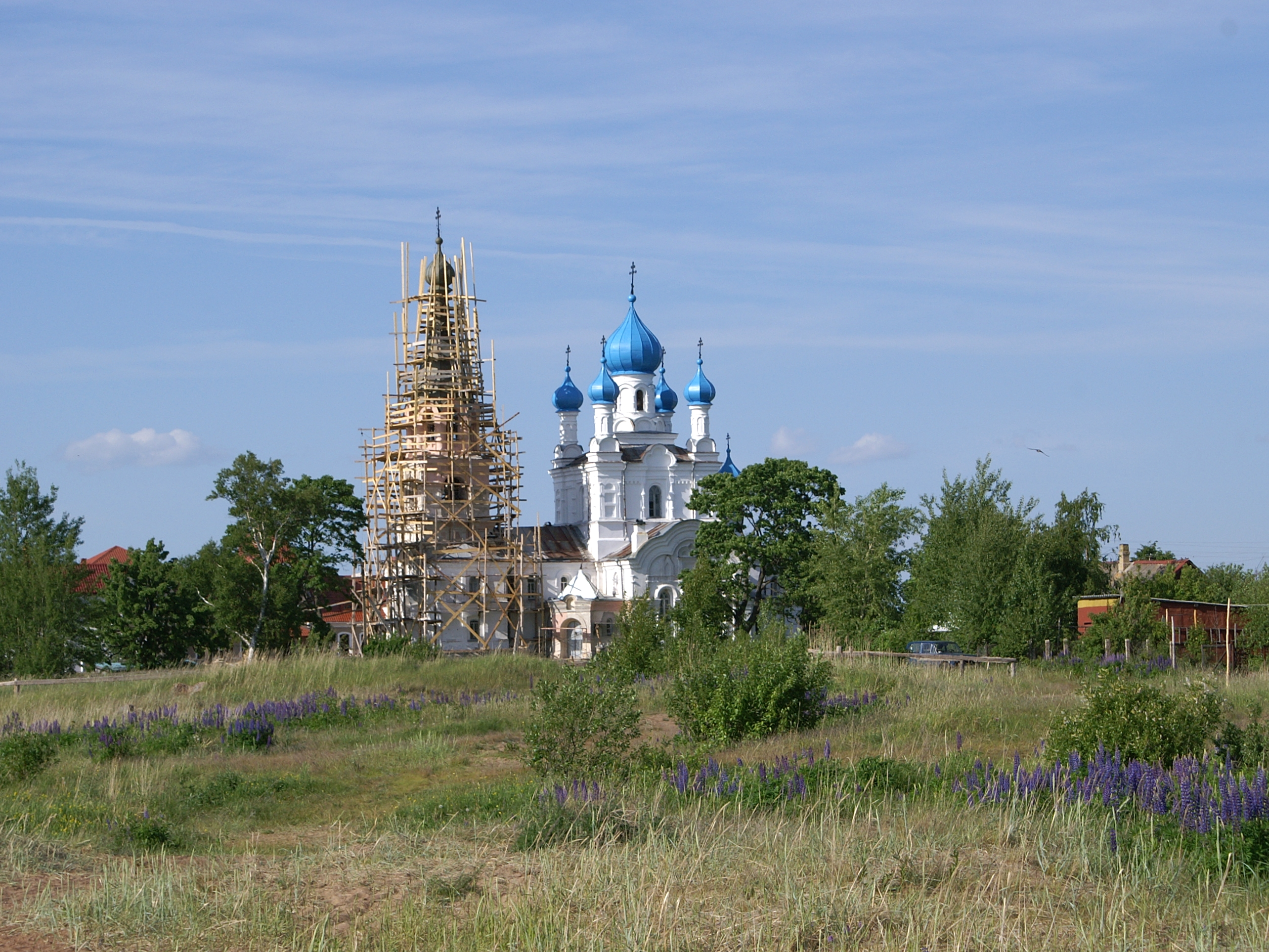
Петропавловская церковь и церковно-приходская школа
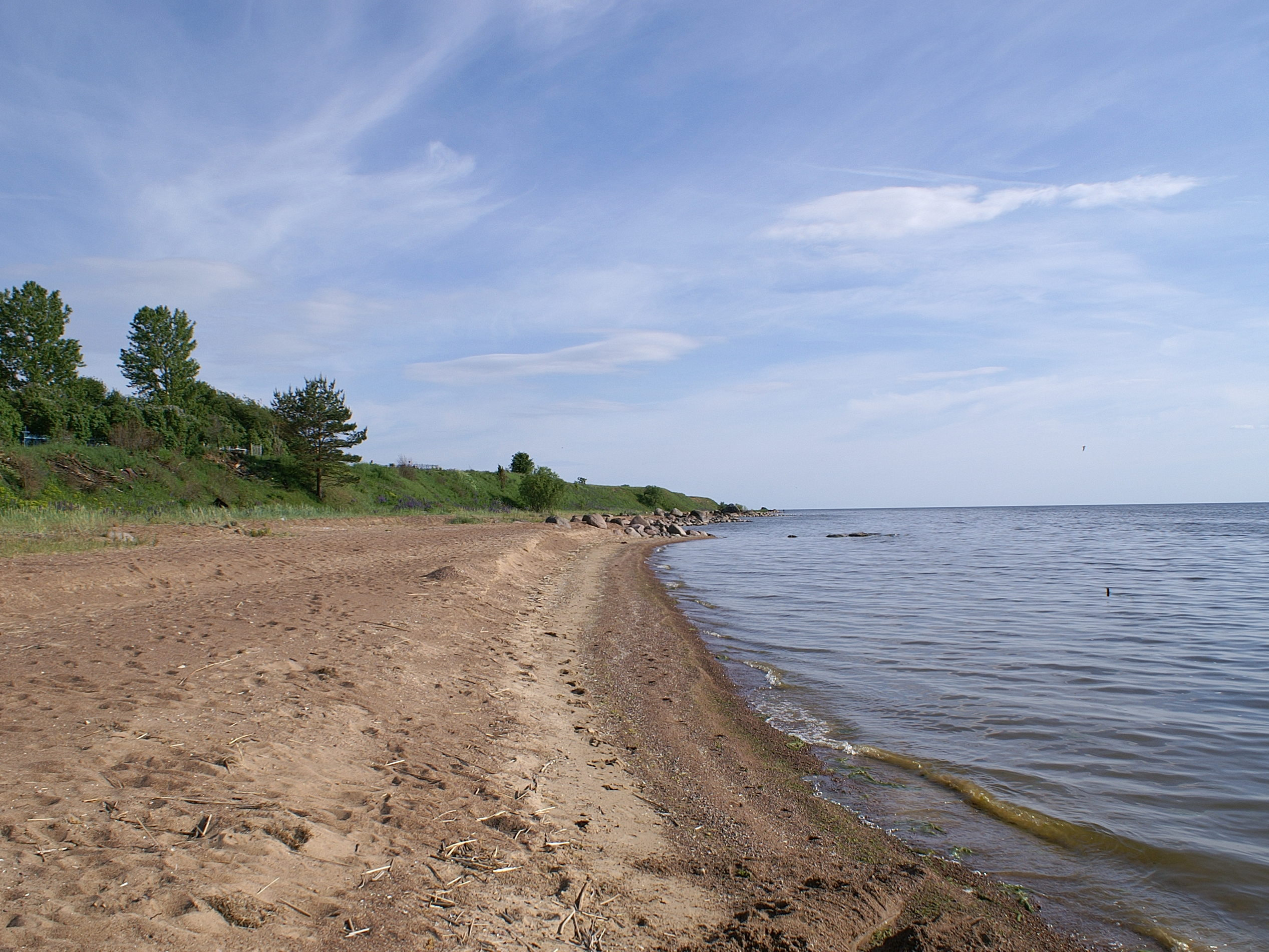
Чудское озеро в деревне Ветвеник
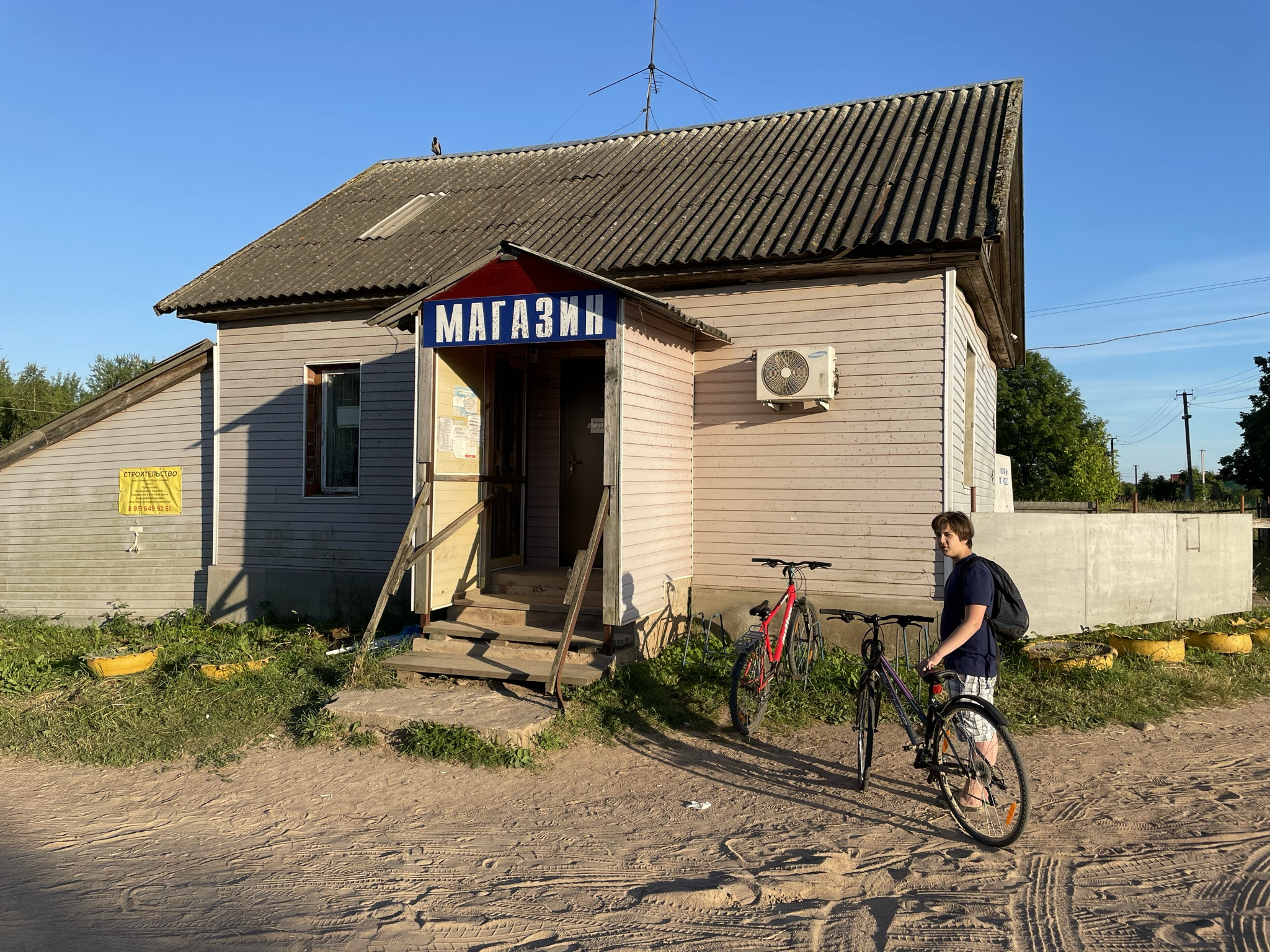
Магазин в центре деревни
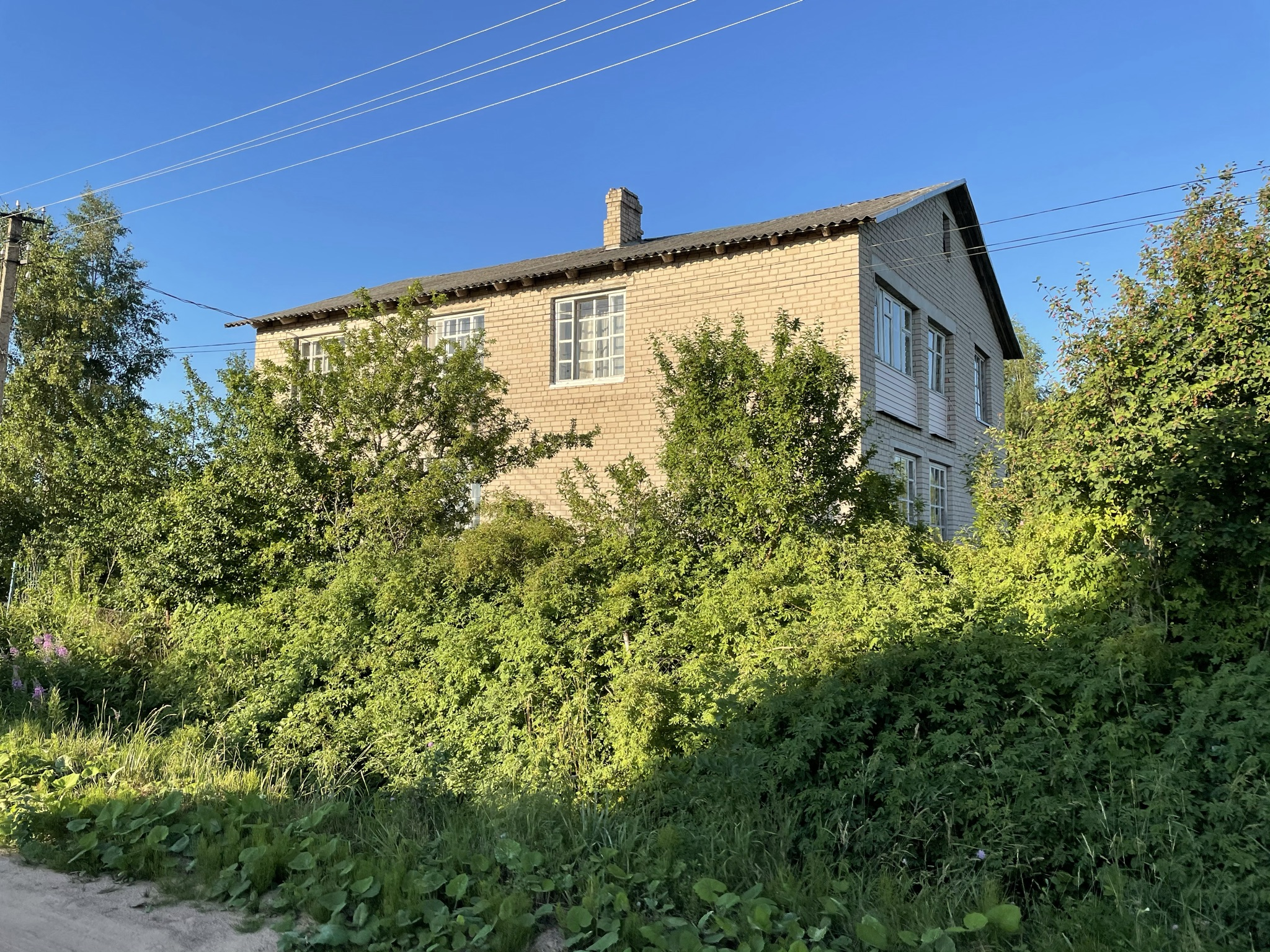
Жилой дом в Ветвенике